# Terry Evans
Pour les articles homonymes, voir Evans.
Michael Terry Evans (né le 19 janvier 1982 à Dublin, Géorgie, États-Unis) est un ancien joueur de baseball qui évoluait à la position de voltigeur de droite.

## Carrière
Terry Evans amorce sa carrière professionnelle en ligues mineures en 2002 dans l'organisation des Cardinals de Saint-Louis. Les Cardinals l'échangent aux Angels de Los Angeles le 5 juillet 2006 contre le lanceur partant droitier Jeff Weaver. Evans fait ses débuts dans la Ligue majeure de baseball avec les Angels le 17 juin 2007. Il joue 20 matchs au total dans le baseball majeur, tous pour cette équipe, en 2007, 2009 et 2010. Il réussit trois coups sûrs dont un circuit en 21 passages au bâton, récolte trois points produits et marque cinq points. Il joue par la suite en ligues mineures avec des clubs affiliés aux Phillies de Philadelphie et aux Giants de San Francisco en 2011, puis d'autres liés aux Royals de Kansas City en 2012.